# Soulom
Soulom är en kommun i departementet Hautes-Pyrénées i regionen Occitanien i sydvästra Frankrike. Kommunen ligger i kantonen Argelès-Gazost som tillhör arrondissementet Argelès-Gazost. År 2022 hade Soulom 289 invånare.

## Befolkningsutveckling
Antalet invånare i kommunen Soulom
| Referens: INSEE |